# Lâm Đại
Lâm Đại (tiếng Anh: Linda Lin Dai, tiếng Trung: 林黛), sinh ngày 26 tháng 12 năm 1934 tại Quế Lâm, mất ngày 17 tháng 7 năm 1964, là một diễn viên nổi tiếng của Hồng Kông trong các thập niên 1950, 1960 với các phim tiếng Phổ thông. Bà còn là một ngôi sao dưới sự quản lý của hãng Thiệu Thị Huynh Đệ.
Lâm Đại từng bốn lần giành giải thưởng Diễn viên xuất sắc nhất tại Liên hoan phim châu Á Thái Bình Dương với những bộ phim của hãng Thiệu Thị. Năm 1958, trong thời gian tham gia khoá học ngắn hạn về phim truyền hình và ngôn ngữ học tại Đại học Columbia, New York, bà đã gặp 
và phải lòng Long Shengxun, con trai của Long Yun, một cựu thống đốc của tỉnh Vân Nam Trung Quốc. Hai người cưới nhau vào ngày 12 tháng 2 năm 1961 tại Hong Kong.
Tháng bảy năm 1964, vì đau buồn chuyện gia đình, bà đã tự tử bằng thuốc ngủ và khí gas, tại nhà riêng ở Hong Kong. Cái chết của bà đã làm chấn động cộng đồng người Trung Quốc lúc bấy giờ. Khi đó, bà vẫn còn hai phim chưa hoàn tất là Bảo liên đăng và Lam Dữ Hắc (Blue and Black I, II).

## Những phim đã tham gia
- Singing Under The Moon (Cui Cui), 1953
- Golden Lotus (Jin Lian Hua), 1957
- Scarlett Doll (Hong Wa), 1958
- Điêu Thuyền (Điêu Thuyền), 1958
- Giang sơn mỹ nhân (Lý Phụng), 1959
- Les Belles (Thiên Kiều Bá Mị), 1961
- Love Without End (Bất Liễu Tình), 1961
- Bạch xà truyện (Bạch Tố Trinh), 1962
- Lam Dữ Hắc (Lam Dữ Hắc), 1966